# Arthur Ramsay, 14. Earl of Dalhousie

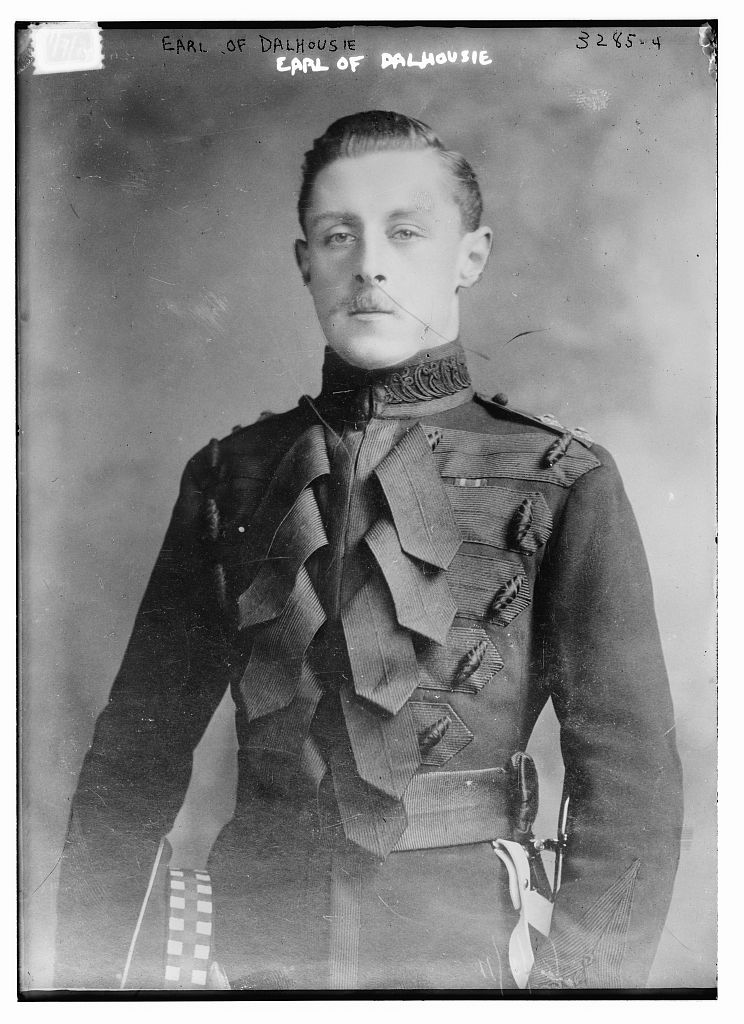
Arthur Ramsay, 14. Earl of Dalhousie, um 1914

Arthur George Maule Ramsay, 14. Earl of Dalhousie, JP (* 4. September 1878 Atkinson’s Hotel, Torquay; † 23. Dezember 1928 auf Brechin Castle, Angus) war ein schottischer Peer und Offizier.

## Familie und Titel
Ramsay wurde als Sohn des Politikers John Ramsay, 13. Earl of Dalhousie, und dessen Frau Lady Ida Louisa Bennet geboren. Er hatte einen jüngeren Bruder und zwei jüngere Schwestern. Mit neun Jahren verlor er innerhalb von zwei Tagen sowohl seine Mutter als auch seinen Vater und übernahm damit dessen erbliche Adelstitel als 14. Earl of Dalhousie, 15. Lord Ramsay of Dalhousie, 14. Lord Ramsay of Keringtoun und 3. Baron Ramsay. Am 14. Juli 1903 heiratete er in der St. Michael's Church in Westminster Mary Adelaide Heathcote-Drummond, die Tochter von Gilbert Heathcote-Drummond-Willoughby, 1. Earl of Ancaster, und dessen Frau Lady Evelyn Elizabeth Gordon. Aus dieser Ehe gingen zwei Söhne und zwei Töchter hervor. Mit dem Tod Ramsays 1928 ging der Titel des Earl of Dalhousie zunächst auf den älteren der beiden Söhne, John, und nach dessen Tod 1950 auf den jüngeren Simon über.

## Werdegang
Seine schulische Bildung erhielt Ramsay am Eton College, das er zwischen 1892 und 1895 besuchte. Danach wechselte er zum Studium an das University College der University of Oxford, bevor in die British Army eintrat. Er diente zunächst bei der Forfar and Kincardine Artillery und wurde im Februar 1900 als Second Lieutenant zu den Scots Guards versetzt. Als Teil seiner Einheit kämpfte er ab April 1900 im Zweiten Burenkrieg und wurde hierfür mit der Queen’s South Africa Medal mit vier Spangen ausgezeichnet. Er wurde Ende 1901 zum Lieutenant befördert, diente ab 1904 als Reserveoffizier. Spätestens 1910 wurde er zum Honorary Colonel der North Scottish Royal Garrison Artillery ernannt. Während des Ersten Weltkriegs zum Captain befördert und schied schließlich 1917 wegen schlechter Gesundheit aus dem Militärdienst aus. Neben seiner militärischen Tätigkeit betätigte sich Ramsay als Friedensrichter in Forfarshire und war von 1901 bis 1921 Deputy Lieutenant von Forfarshire. Zudem gehörte er der Conservative Party an.